# 砂浜の生物
砂浜は、生物にとって必ずしも住みよいわけではなく、そのため特有の生物相がある。

## 砂浜の環境
砂浜は波当たり、風当たりが強い。底質である砂は固定せず、風や波によって移動する。また、そのために表面は常に平坦で、凹凸などの変化がほとんどなく、しかも一定しない。このような条件は、潮間帯の全域から上は砂が続く範囲にかけて、下は波や潮の流れの影響が続く範囲でほぼ共通である。
これらの条件は、生物の生息環境としては不利な面が多い。底質の表面に生活する動物にとっては、隠れる場所が少ない。底質が固定していないから固着性の生物はほとんど居られない。ただし、砂利であれば、大粒のものの表面に固着することができる。

### 海中
海では主な生産者は海藻であり、その多くは岩の上に根のような構造で固着して生育する。したがって砂浜には海藻はほとんど生育しない。また、海産の種子植物である海草は砂泥質の底に地下茎を伸ばすので、粗い砂質の所には出現しない。このように、大型植物が生育しないので、底質の単調さに拍車がかかる。遊泳性の動物にとってもそれらの存在は休憩所や採食の場として重要なので、生息には不向きである。底質中に潜行する生活をするものにとっては、砂は潜りやすい面もあるが、巣穴を掘って生活する場合には、深い部分は大丈夫のようだが、特に表面部分の形の維持が難しく、すぐに埋もれてしまう。このように見て行くと、素早く砂に潜れる能力のある動物でないと、生活するのは難しそうである。
なお、このような状況は、波当たりなどが弱く、砂に泥が混じるところではかなり緩和される。

### 陸上
陸上側においてもよく似た状況がある。波打ち際は攪乱が大きく、またすぐに海水をかぶるので陸上動物の住める場所ではない。波打ち際からある程度離れた陸側には海浜植物が生える帯があるが、そこまでの間は全く砂だけの地形であり、その表面は平らで、極めて単調な地形である。砂は乾燥しがちだから穴を掘るのも難しく、敵からも見つかりやすい場所である。打ち上げられた流木や海藻などゴミの下はやや湿度も維持され、小動物が隠れ住むことができる。ただし干潮の間だけである。
海浜植物が生える区画以上では、安定した底質や遮蔽があるが、乾燥や塩分の影響は大きい。

## いろいろな生物

### 常時利用するもの
- 砂浜の波打ち際は、砂が常にかき乱され、生活するには難しい場と思えるが、ちゃんと生活に利用するものがある。スナホリガニ、ヒメスナホリムシなどの甲殻類は、遊泳力が強く、素早く砂に潜る能力がある。彼らはそれを利用して、常に波打ち際に暮らし、波がくると泳ぎだし、素早く砂に潜って運び去られるのを避ける。また、二枚貝のフジノハナガイも、波がくると素早く砂から飛び出し、波によって運ばれ、再び素早く砂に潜ることで、波打ち際での生活を維持する。

- 低潮線以下でも、泥の少ない砂地では、砂に潜ることのできる生物が中心になる。二枚貝や角貝類は基本的に砂に潜って生活するものであるし、巻貝でもツメタガイなどは砂の中を潜って進み、二枚貝を食べる。ヒトデ類のモミジガイが管足に吸盤がなく、砂に潜って生活しているように、岩場では吸着して生活する動物の仲間が、砂に潜って生活するように適応したものが見られる。イソギンチャク類にも、砂の中に深く体を沈めて体を固定する種がある。沖縄諸島のサンゴ礁の砂底では、ガンガゼが群れをなして移動しつつ生活する。

- 波打ち際から上には、ある程度の距離を置いて海浜植物が生育する部分がある。海浜植物の帯と波打ち際の間には、一定の幅で、外見上はほとんど生物が見られない区域がある。海の生物にとっても、陸の生物に取っても住みにくい区域である。深い穴を掘って、陸を走り回ってえさを採るスナガニなどが生息する。また、海藻などの漂着物が帯状にたまった場所では、その下にハマトビムシ類やヒョウタンゴミムシなど海浜性の昆虫類が多数生息している。また、この区域の最上部にウミガメが穴を掘って産卵する。

- さらにその上の区域には海浜植物が生育する。大部分が草本か背の低い木本である。北海道ではハマナスなど美しい花を咲かせるものが多く、原生花園と呼ばれる。動物としてはハマダンゴムシ、オカヤドカリなど、あるいはクビキレガイなど特有の陸産貝がいる。この区域の上部は潮風に強い海岸性の高木が生育して、海岸性の森林（海岸林）へ移行する。日本本土ではクロマツ・トベラなどからなる森林となる。砂浜に松林と言う印象が広がっているが、樹木が生長して土壌が安定するような場所では、その多くは広葉樹林に移行するものと考えられる。沖縄では、海岸林の最前線にアダンの群落が見られる。また、本土のマツに一見よく似たモクマオウが見られるが、これは外来種である。

- 海水に浸る部分では、砂の粒子の隙間に生活する生物群がある。その性格上、すべてが小型であり、外から見いだすことは不可能であるし、砂をかきまぜても探すのが難しく、採集には特殊な技法が必要となる。それらの生物を間隙性生物と呼ぶ。

### 一時的に利用するもの
砂浜を産卵場にしている動物もある。たとえばウミガメ類は、すべて砂浜に産卵する。しかもそれぞれの種が産卵する海域は世界中で結構限られており、多くの種が乱獲で減少しているため、それぞれの産卵地の保護が重視されている。ほかに魚のグルニオンも多数が砂浜に半ば打ち上げられるようにして産卵することで知られる。